# 逢香
逢香（おうか、女性、1994年2月10日 - ）は、日本の書家。「妖怪書家」の肩書を自称する。

## 来歴
大阪府岸和田市出身。奈良県在住。書道を6歳より始め、奈良教育大学教育学部（伝統文化教育専攻・書道教育専修）を卒業した。変体仮名の講義を契機として、在学中より妖怪の墨絵や水墨画を手がける。
高等学校教諭一種免許状（書道）、小学校教諭一種免許状、書道師範免許を取得。大阪府立高校で書道の教諭を務めた。
2014年、第25代ミス奈良に就任する。
2017年、レベルファイブ原作ゲーム・アニメ『妖怪ウォッチ』シリーズ「黒い妖怪ウォッチ」のキャラクターおよびタイトルデザインを担当。
2019年、奈良市観光大使に任命。
2020年、「橿原神宮 御鎮座百三十年記念大祭」揮毫。ならまちになる世界遺産 元興寺の絵馬の書･画･印デザインを手掛ける。4月からは奈良テレビ「加藤雅也の角角鹿鹿」準レギュラー出演・タイトルデザイン担当。世界遺産 金峯山寺にて個展を開催した。
2021年、3月からNHK奈良放送局総合テレビでの『ならナビ』のコーナーとして、毎月第2火曜日に「逢香の華やぐ大和」が放送。出演とタイトルデザインを担当し、初の冠番組となる。レベルファイブ原作ゲーム・アニメ『メガトン級ムサシ』題字およびアニメのサブタイトルデザインを担当。2022年、文化庁文化芸術創造拠点形成事業として奈良市美術館にて個展「妖怪POP」を開催し、約1万人を動員した。
2023年、4月から5月にかけて、大阪市中央区日本橋の安藤忠雄建築「ギャラリー日本橋の家」にて個展「妖怪ユニバース」を開催。風刺画など40点を展示。

## メディア出演

### レギュラー番組
- ならナビ 逢香の華やぐ大和（NHK奈良、2021年3月30日 - 毎月第2火曜日） - 書家で奈良市観光大使である逢香が奈良のあちこちで「華やぐポイント」を発掘するコーナー。

### ゲスト出演
- 吉田類のにっぽん百低山「奈良・龍王山」（NHK BSプレミアム、2022年3月1日)
- 万葉びとと令和の物語〜中西進とめぐる奈良・世界遺産の旅〜（TOKYO MX、BS11、奈良テレビ、2022年6月5日から公開）